# Banc Orleana
Le banc Orleana (en anglais Orleana Shoal, en vietnamien Bãi Đất, en mandarin Àonán ànshā (en sinogrammes 奥南暗沙)), est un récif du banc Rifleman au sud-ouest des îles Spratleys en mer de Chine méridionale,,.

## Géographie
Le banc Orleana se compose d'un récif corallien submergé à l'extrémité sud-est du banc Rifleman.
C'est un récif peu profond du banc Rifleman. À son point le moins profond, il a une profondeur de 8,2 à 10,9 mètres composée de sable et de corail.
Le récif est situé à environ 584 km au sud-est de Vũng Tàu. Il se trouve à 24 km au sud-sud-est de Bombay Castle, à 130 km au sud-est du banc Alexandra et à 130 km à l'ouest-sud-ouest de la caye Amboyna.

## Infrastructures

### Plateformes
Sur le récif Bombay Castle (en vietnamien Đá Ba Kè), sur le banc Orleana (en vietnamien Bãi Đất) et sur le banc Kingston (en vietnamien Bãi Đinh) appartenant au banc Rifleman (en vietnamien Bãi Vũng Mây), le Viêt Nam a érigé trois structures en acier appelées plates-formes DK1. « DK » est l'abréviation initiale de Dịch vụ - Khoa học kỹ thuật (en français « Service - Science et Technologie »), tandis que le chiffre « 1 » fait référence aux plates-formes situées dans le cercle le plus extérieur, le plus éloigné du continent. Bien que situés sur des hauts-fonds différents, les rigs sont tous appelés rigs Ba Kè. Actuellement, ces plates-formes sont contrôlées par la 171e brigade du commandement de la région 2 de la Marine populaire vietnamienne.
- Plateforme DK1/9 (maison de forage Ba Kè B ou Ba Kè 2) : achevée le 22 août 1993, près du récif Bombay Castle ;
- Plateforme DK1/20 (maison de forage Ba Kè C ou Ba Kè 3) : achevée le 13 août 1998 ;
- Plateforme DK1/21 (maison de forage Ba Kè D ou Ba Kè 4) : achevée le 19 août 1998.

### Phare
Bombay Castle (en vietnamien Đá Ba Kè) possède un phare de 22,5 mètres de haut sur pilotis en acier qui a été construit en 1995. Le phare est à deux étages, avec un logement pour les gardiens de phare et une antenne parabolique. Le phare a une portée de 10 milles marins le jour et de 12 milles marins la nuit. Lumière blanche, 3+1 flashs groupés, cycle de 12 secondes. Le numéro de l'Amirauté est F2825.19.
En outre, il y a deux autres phares sur le banc Orleana (en vietnamien Bãi Đất) et sur le banc Kingston (en vietnamien Bãi Đinh), tous deux de 22,5 mètres de haut avec une lumière blanche et des caractéristiques lumineuses inconnues. Les numéros de l'Amirauté sont F2825.191 et F2825.1911.

## Revendication de souveraineté

### Contenu des revendications

#### Viêt Nam
Comme pour toutes les îles Spratleys, la propriété du récif est contestée. Le banc Kingston est occupé par le Viêt Nam et revendiqué par la Chine, Taïwan et Brunei.
Le Viêt Nam déclare que le banc Rifleman, y compris le récif du banc Kingston, est situé sur le plateau continental sud, n'appartient pas à l'archipel des îles Spratleys et rejette l'attribution du banc Rifleman à l'archipel des îles Spratleys.

#### Chine
La république populaire de Chine et Taïwan estiment que le banc Rifleman appartient à l'archipel des îles Nansha, tandis que Brunei le revendique en arguant que le banc Rifleman appartient à leur plateau continental étendu.
En 1935, la république de Chine a publié « Contraste des noms chinois-anglais des îles de la mer de Chine méridionale de Chine », qui a translittéré le nom anglais Orleana Shoal en chinois par 阿利那滩 (Ālì nà tān). En 1947, le ministère de l'Intérieur de la république de Chine a changé le nom chinois de ce récif en 奥南暗沙 (Àonán ànshā, banc Àonán). Le nom Àonán ànshā est continuellement reconnu et utilisé par la république populaire de Chine depuis 1983.

### Droit public international
- Contrairement aux îles, les entités submergées ne peuvent pas revendiquer individuellement la souveraineté, à moins qu'il puisse être prouvé qu'elles sont situées dans les eaux historiques ou dans la zone économique exclusive de l'île[15],[16],[17].
- Le plateau continental ne fait pas partie du territoire national, en d'autres termes, les États côtiers n'ont pas de souveraineté sur le plateau continental[18]. Selon l'article 77 de la Convention des Nations unies sur le droit de la mer de 1982 (CNUDM 1982), les États côtiers n'exercent des droits souverains qu'en termes d'exploration et d'exploitation de leurs ressources naturelles. L'exercice de droits souverains par un État côtier ne doit pas causer de dommages à la navigation ou à d'autres droits et libertés d'autres États reconnus par la CNUDM. Selon l'article 79 de la CNUDM 1982, d'autres pays ont le droit d'installer des câbles et des pipelines sous-marins sur le plateau continental mais ont besoin de l'accord de l'État côtier[19].